# Giverny
Giverny – miejscowość i gmina we Francji, w regionie Normandia, w departamencie Eure.
Według danych na rok 1990 gminę zamieszkiwało 548 osób, a gęstość zaludnienia wynosiła 85 osób/km² (wśród 1421 gmin Górnej Normandii Giverny plasuje się na 422. miejscu pod względem liczby ludności, natomiast pod względem powierzchni na miejscu 574).
W miasteczku znajduje się dom z ogrodem, w którym francuski malarz-impresjonista Claude Monet spędził część swego życia. Miejsce to (Fondation Claude Monet) udostępniane jest do zwiedzania. Przy znajdującym się w Giverny kościele Sainte-Radegonde znajduje się grób Moneta, który zmarł tu w 1926 r. Ponadto w Giverny znajduje się Musée des impressionnismes.